# Encarsia cybele
Encarsia cybele är en stekelart som beskrevs av Girault 1913. Encarsia cybele ingår i släktet Encarsia och familjen växtlussteklar. Inga underarter finns listade i Catalogue of Life.